# Drapeau du Nunatsiavut
Le drapeau du Nunatsiavut est le drapeau adopté par l'Association des Inuits du Labrador pour représenter les Inuits du Labrador et leur nouveau territoire autonome du Nunatsiavut, dans la province de Terre-Neuve-et-Labrador, au Canada. 
Ce drapeau est devenu un symbole officiel de la région après la ratification de la Constitution des Inuit du Labrador, le 1er décembre 2005. Cette constitution avait été adoptée par ceux-ci le 15 avril 2002, à la suite d'un référendum approuvé par 66 % des votants. L'annexe 1-C de cette constitution définit le drapeau officiel du Nunatsiavut au moyen d'un dessin colorié.
Le drapeau représente, sur un fond blanc, un inuksuk anthropomorphe blanc, vert et bleu, qui sont les couleurs du drapeau du Labrador.